# Tomokazu Sugita
Tomokazu Sugita (杉田 智和 Sugita Tomokazu?,  Ranzan, Prefectura de Saitama, 11 de octubre de 1980) es un reconocido actor de voz japonés, afiliado a Atomic Monkey. Sugita es internacionalmente conocido por darle voz al personaje de Gintoki Sakata en la popular serie de anime, Gintama. Otros papeles destacados incluyen el de Kyon en Suzumiya Haruhi no Yūutsu, Ragna en BlazBlue, Joseph Joestar en JoJo's Bizarre Adventure, Yusuke Kitagawa en Persona 5 , Ultraman Ginga y Dark Lugiel en Ultraman Ginga, Charlotte Katakuri en One Piece, Escanor en Nanatsu no Taizai y Gyōmei Himejima en Kimetsu no Yaiba. Sugita fue uno de los tres anfitriones en el programa de radio Bururaji, programa que promocionó el videojuego BlazbBlue. Sugita también tiene su propio programa de podcast titulado Anigera! Didooon!!!, el cual es visitado por grupos rotativos de amigos e invitados.
En el 33.º Anime Grand Prix, su personaje de Gintoki Sakata ganó el premio al personaje masculino favorito. Está fue la segunda ocasión en la que un personaje de Sugita ganó en la misma categoría, habiéndolo hecho el año anterior con el personaje de Kyon de Suzumiya Haruhi no Yūutsu. En 2010, Sugita formó parte de la película Wonderful World, junto con otros actores de voz, incluyendo a Mamoru Miyano, Tomokazu Seki, Rikiya Koyama, Yuka Hirata, Showtaro Morikubo y Daisuke Namikawa. Sugita ganó en la categoría de "Mejor actor de reparto" en la tercera edición de los Seiyū Awards.

## Filmografía
En negrita se encuentran los papeles protagónicos.

### Anime
| Año  | Serie                                                                 | Rol                             | Notas           |  |
| ---- | --------------------------------------------------------------------- | ------------------------------- | --------------- |  |
| 2000 | Ayashi no Ceres                                                       | Kagami Mikage                   |                 |  |
| 2001 | X                                                                     | Subaru Sumeragi                 |                 |  |
| 2002 | Chobits                                                               | Hideki Motosuwa                 |                 |  |
| 2002 | Onegai Teacher                                                        | Masaomi Yamada                  |                 |  |
| 2003 | Onegai Twins                                                          | Masaomi Yamada                  |                 |  |
| 2003 | Bobobo                                                                | Over                            |                 |  |
| 2003 | GetBackers                                                            | Raguel                          |                 |  |
| 2004 | Bleach                                                                | Nova & Kensei Muguruma          |                 |  |
| 2004 | Gundam Seed Destiny                                                   | Youlan Kent                     |                 |  |
| 2004 | Vulgar Ghost Daydream                                                 | Kadotake Souichirou             |                 |  |
| 2005 | Eyeshield 21                                                          | Maruko Reiji                    |                 |  |
| 2005 | Sousei no Aquarion                                                    | Sirius de Alisia                |                 |  |
| 2005 | Honey and Clover                                                      | Takumi Mayama                   |                 |  |
| 2005 | Inuyasha                                                              | Renkotsu                        |                 |  |
| 2005 | Pani Poni Dash!                                                       | Alien Subordinate               |                 |  |
| 2005 | Shuffle!                                                              | Rin Tsuchimi                    |                 |  |
| 2005 | Super Robot Wars                                                      | Brooklyn Luckfield              | Videojuego      |  |
| 2005 | Koi suru boukun                                                       | Kurokawa Mitsugu                |                 |  |
| 2006 | Black Lagoon: The Second Barrage                                      | Rotton el Mago                  |                 |  |
| 2006 | Gadget Trial                                                          | Mihara Shitoshi                 |                 |  |
| 2006 | Galaxy Angel II                                                       | Soldum Seldor                   |                 |  |
| 2006 | Gintama                                                               | Gintoki Sakata                  |                 |  |
| 2006 | Honey and Clover II                                                   | Takumi Mayama                   |                 |  |
| 2006 | Inukami!                                                              | Shirou                          |                 |  |
| 2006 | Kanon                                                                 | Yuichi Aizawa                   |                 |  |
| 2006 | Yamato Nadeshiko Shichi Henge                                         | Takenaga Oda                    |                 |  |
| 2006 | Suzumiya Haruhi no Yūutsu                                             | Kyon                            |                 |  |
| 2007 | Shuffle! Memories                                                     | Rin Tsuchimi                    |                 |  |
| 2007 | Toward the Terra                                                      | Soldado Azul                    |                 |  |
| 2007 | Sisters of Wellber                                                    | Príncipe Rodin Ciol             |                 |  |
| 2007 | Magical Girl Lyrical Nanoha Strikers                                  | Chrono Harlaown                 |                 |  |
| 2007 | Guilty Gear 2: Overture                                               | Ese hombre                      | Videojuego      |  |
| 2007 | Bokurano                                                              | Daiichi Yamura                  |                 |  |
| 2007 | Lucky☆Star                                                            | Kyon                            | Cameo           |  |
| 2007 | Kodomo no Jikan                                                       | Reiji Kokonoe                   |                 |  |
| 2007 | Dragonaut: The Resonance                                              | Howlingstar                     |                 |  |
| 2007 | Baccano!                                                              | Graham Specter                  |                 |  |
| 2007 | Ayakashi                                                              | Kare                            |                 |  |
| 2007 | Sayonara Zetsubō Sensei                                               | Ikkyū-san/Aoyama                |                 |  |
| 2007 | Gintama                                                               | Gintoki Sakata                  |                 |  |
| 2008 | Kamen Rider Kiva                                                      | Kivat-murciélago, El Tercero    |                 |  |
| 2008 | BlazBlue: Calamity Trigger                                            | Ragna the Bloodedge             | Videojuego      |  |
| 2008 | Macross Frontier                                                      | Leon Mishima                    |                 |  |
| 2008 | Hakushaku to Yōsei                                                    | Raven                           |                 |  |
| 2008 | Star Ocean: Second Evolution                                          | Dias Flac                       | Videojuego      |  |
| 2008 | Time of eve                                                           | Setoro                          | ONA             |  |
| 2008 | Gintama                                                               | Gintoki Sakata                  |                 |  |
| 2008 | To Aru Majutsu no Index                                               | Aureolus Izzard                 |                 |  |
| 2009 | Kamen Rider Decade                                                    | Kivat-murciélago, El Tercero    |                 |  |
| 2009 | Maria Holic                                                           | Kanae Tōichirō                  |                 |  |
| 2009 | Suzumiya Haruhi-chan no Yūutsu                                        | Kyon                            | ONA             |  |
| 2009 | Nyoron no Churuya-Chan                                                | Kyon                            | ONA             |  |
| 2009 | Suzumiya Haruhi no Yūutsu                                             | Kyon                            |                 |  |
| 2009 | Gintama                                                               | Gintoki Sakata                  |                 |  |
| 2009 | Kamen Rider: Climax Heroes                                            | Kivat-murciélago, El Tercero    | Videojuego      |  |
| 2009 | Miracle Train Ooedo Sen E Youkoso!                                    | Saki Tochou                     |                 |  |
| 2009 | Umineko no Naku Koro ni                                               | Ronove                          |                 |  |
| 2009 | Kamen Rider Dragon Knight                                             | Kivat-murciélago, El Tercero    | Doblaje japonés |  |
| 2009 | BlazBlue Calamity Trigger                                             | Ragna The Bloodedge             | Videojuego      |  |
| 2010 | Metal Gear Solid: Peace Walker                                        | Kazuhira Miller                 | Videojuego      |  |
| 2010 | Saint Seiya: The Lost Canvas - Hades Mythology                        | Taurus no Hasgard               | OVA             |  |
| 2010 | Suzumiya Haruhi no Shōshitsu                                          | Kyon                            | Película        |  |
| 2010 | Gintama                                                               | Gintoki Sakata                  |                 |  |
| 2010 | Arakawa Under the Bridge                                              | Hoshi                           |                 |  |
| 2010 | Kamen Rider × Kamen Rider Double & Decade: Movie War 2010             | Kivat-murciélago, El Tercero    |                 |  |
| 2010 | Tegami Bachi                                                          | Moss                            |                 |  |
| 2010 | .hack//Link                                                           | Fluegel                         | Videojuego      |  |
| 2010 | Sex Pistols                                                           | Yonekuni Madarame               | OVA             |  |
| 2010 | Blood Jewel                                                           | Rei Taiko                       |                 |  |
| 2010 | BlazBlue: Continuum Shift                                             | Ragna The Bloodedge             | Videojuego      |  |
| 2010 | Densetsu no Yūsha no Densetsu                                         | Lucile Eris                     |                 |  |
| 2010 | Nurarihyon no mago                                                    | Zen                             |                 |  |
| 2010 | MM!                                                                   | Domyôji                         |                 |  |
| 2010 | Kamen Rider Dragon Knight                                             | Kivat-murciélago, El Tercero    | Doblaje japonés |  |
| 2010 | Soredemo Machi wa Mawatteiru                                          | Natsuhiko Moriaki               |                 |  |
| 2010 | Togainu no Chi                                                        | Keisuke                         |                 |  |
| 2010 | Panty & Stocking with Garterbelt                                      | Oscar H. Genius                 |                 |  |
| 2011 | Sket Dance                                                            | Kazuyoshi "Switch" Usui         |                 |  |
| 2011 | Black Rock Shooter                                                    | Mazuma                          |                 |  |
| 2011 | Kyōkai Senjō no Horizon                                               | Muneshige Tachibana             |                 |  |
| 2012 | Danshi Koukousei no Nichijou                                          | Hidenori Tabata                 |                 |  |
| 2012 | Gintama (2012)                                                        | Gintoki Sakata                  |                 |  |
| 2012 | Persona 4: The Animation                                              | Daisuke Nagase                  |                 |  |
| 2012 | Inu x Boku Secret Service                                             | Shoukin Kagerou                 |                 |  |
| 2012 | Phi Brain: Kami no Puzzle 2                                           | Pinochle                        |                 |  |
| 2012 | Tsuritama                                                             | Akira Agarkar Yamada            |                 |  |
| 2012 | Hiiro no Kakera                                                       | Takuma Onizaki                  |                 |  |
| 2012 | JoJo's Bizarre Adventure: The Animation                               | Joseph Joestar                  |                 |  |
| 2012 | JoJo's Bizarre Adventure: All Star Battle                             | Joseph Joestar                  | Videojuego      |  |
| 2012 | La Storia della Arcana Famiglia                                       | Pache                           |                 |  |
| 2012 | Kyōkai Senjō no Horizon II                                            | Muneshige Tachibana             |                 |  |
| 2012 | Hayate no Gotoku: Can't Take My Eyes Off You                          | Shin Hayek                      |                 |  |
| 2012 | Muv-Luv Alternative: Total Eclipse                                    | Vincent Lowell                  |                 |  |
| 2012 | Ixion Saga DT                                                         | Leon                            |                 |  |
| 2012 | Hiiro no Kakera II                                                    | Takuma Onizaki                  |                 |  |
| 2012 | K                                                                     | Reiji Munakata                  |                 |  |
| 2012 | Magi - The Labyrinth of Magic                                         | Drakon                          |                 |  |
| 2012 | Shinsekai Yori                                                        | Rijin                           |                 |  |
| 2012 | Skullgirls                                                            | Big Band                        |                 |  |
| 2013 | BlazBlue: Alter Memory                                                | Ragna The Bloodedge             |                 |  |
| 2013 | Cuticle Detective Inaba                                               | Yatarō                          |                 |  |
| 2013 | Suisei no Gargantia                                                   | Chamber                         |                 |  |
| 2013 | Saint Seiya Omega                                                     | Ikki de Fénix                   |                 |  |
| 2013 | Shingeki no Kyojin                                                    | Marlo Freundenberg              |                 |  |
| 2013 | Pokémon: The Origin                                                   | Brock                           |                 |  |
| 2013 | Corpse Party: Tortured Souls - Bougyaku Sareta Tamashii no Jukyou     | Yuuya Kizami                    | OVAS            |  |
| 2013 | Love Lab                                                              | Hermano de Enomoto              |                 |  |
| 2013 | Watashi ga Motenai no wa Dou Kangaetemo Omaera ga Warui!              | Hatsushiba                      |                 |  |
| 2013 | Senki Zesshō Symphogear G                                             | Dr. Ver                         |                 |  |
| 2013 | Gintama kanketsuhen yorozuya yo eien nare                             | Gintoki Sakata                  | Película        |  |
| 2013 | Gingitsune                                                            | Seishirou Kirishima             |                 |  |
| 2013 | Phi Brain: Kami no Puzzle 3                                           | Pinochle                        |                 |  |
| 2013 | Magi: The Kingdom of Magic                                            | Drakon                          |                 |  |
| 2013 | Samurai Flamenco                                                      | Hidenori Gotou                  |                 |  |
| 2014 | Buddy Complex                                                         | Lee Conrad                      |                 |  |
| 2014 | Soredemo Sekai wa Utsukushii                                          | Neil                            |                 |  |
| 2015 | Shinmai Maō no Testament                                              | Yahiro Takigawa(Lars)           |                 |  |
| 2015 | Gintama (2015)                                                        | Gintoki Sakata                  |                 |  |
| 2015 | Nagato Yuki-chan no shoushitsu                                        | Kyon                            |                 |  |
| 2015 | Ace of Diamond: Second Season                                         | Kengo Inui                      |                 |  |
| 2015 | Assassination Classroom                                               | Tadaomi Karasuma                |                 |  |
| 2015 | Battle Spirits: Burning Soul                                          | Kanetsugu Hōryokuin             |                 |  |
| 2015 | Charlotte                                                             | Okonomiyaki store Owner (Ep. 8) |                 |  |
| 2015 | Cute High Earth Defense Club Love!                                    | Gōra Hakone                     |                 |  |
| 2015 | Shokugeki no Sōma                                                     | Etsuya Eizan                    |                 |  |
| 2015 | Gintama°                                                              | Gintoki Sakata                  |                 |  |
| 2015 | K: Return of Kings                                                    | Reisi Munakata                  |                 |  |
| 2015 | Minna Atsumare! Falcom Gakuen SC                                      | Roias                           |                 |  |
| 2015 | Samurai Warriors                                                      | Katō Kiyomasa                   |                 |  |
| 2015 | Senki Zesshou Symphogear GX                                           | Dr. Ver                         |                 |  |
| 2015 | Gakusen Toshi Asterisk                                                | Dirk Eberwein                   |                 |  |
| 2015 | The Testament of Sister New Devil                                     | Yahiro Takigawa, Lars           |                 |  |
| 2015 | Yamada-kun to 7-nin no Majo                                           | Hideaki Tsurukawa               |                 |  |
| 2015 | Osomatsu-san                                                          | Akumatsu (Ep. 21)               |                 |  |
| 2016 | Sakamoto desu ga?                                                     | Acchan                          |                 |  |
| 2016 | Sekkō Boys                                                            | San Jorge                       |                 |  |
| 2016 | Nijiiro Days                                                          | Imagawa (ep 5)                  |                 |  |
| 2016 | Magi: Sinbad No Bouken                                                | Drakon                          |                 |  |
| 2016 | Drifters                                                              | Conde de Saint Germain          |                 |  |
| 2016 | Classicaloid                                                          | Beethoven                       |                 |  |
| 2016 | Sangatsu no Lion                                                      | Tatsuyuki Misumi                |                 |  |
| 2016 | To Be Hero                                                            | Oji (Prince)                    |                 |  |
| 2016 | League of Legends                                                     | Yasuo (Servidor Japonés)        |                 |  |
| 2016 | Persona 5                                                             | Yusuke Kitagawa                 | Videojuego      |  |
| 2017 | Aho Girl                                                              | Akuru Akutsu                    |                 |  |
| 2018 | Persona 5: The Animation                                              | Yusuke Kitagawa                 |                 |  |
| 2018 | One Piece                                                             | Charlotte Katakuri              |                 |  |
| 2018 | Wotaku ni Koi wa Muzukashī                                            | Tarō Kabakura                   |                 |  |
| 2018 | Nanatsu no Taizai                                                     | Escanor                         |                 |  |
| 2018 | Dragon Ball Super: Broly                                              | Lemo                            | Película        |  |
| 2018 | Kishuku Gakkou no Juliet                                              | Chizuru Maru                    |                 |  |
| 2019 | Kimetsu no Yaiba                                                      | Gyomei Himejima                 |                 |  |
| 2019 | Captain Tsubasa: Dream Team                                           | Gakuto Igawa                    |                 |  |
| 2020 | Guardian Tales                                                        | Craig                           | Videojuego      |  |
| 2020 | Lord of Heroes                                                        | Mikhail Blake                   | Videojuego      |  |
| 2021 | Mushoku Tensei: Isekai Ittara Honki Dasu                              | Rudeus Greyrat                  | voz en off      |  |
| 2021 | Bakuten!!                                                             | Hideo Oominato                  |                 |  |
| 2021 | Kaginado                                                              | Yuichi Aizawa                   |                 |  |
| 2021 | My Hero Academia 5                                                    | Tomoyasu Chikazoku/Skeptic      |                 |  |
| 2023 | Tokyo Revengers: Seiya Kessen-hen                                     | Taiju Shiba                     |                 |  |
| 2023 | Rurouni Kenshin                                                       | Jin-e Udō                       |                 |  |
| 2023 | Konyaku Haki Sareta Reijō wo Hirotta Ore ga, Ikenai Koto wo Oshiekomu | Allen Crawford                  |                 |  |
| 2024 | Astro Note                                                            | Tomohiro Wakabayashi            |                 |  |
| 2024 | Ranma ½                                                               | Tatewaki Kuno                   |                 |  |
| 2025 | Sakamoto Days                                                         | Tarō Sakamoto                   |                 |  |
| 2025 | Maebashi Witches                                                      | Keroppe                         |                 |  |
| 2025 | Let's Play                                                            | Link Hudson                     |                 |  |

### CD dramas
- Kaichō wa Maid-sama! como Usui Takumi
- Metal Gear Solid: Peace Walker - Heiwa to Kazuhira no Blues como Kazuhira Miller
- Togainu no Chi como Keisuke